# Gliese 649 b
Gliese 649 b o Gl 649 b es un planeta extrasolar que orbita la estrella de tipo M Gliese 649, localizado aproximadamente a 33 años luz, en la constelación de Hércules. Este planeta tiene al menos un 33% de la masa de Júpiter y tarda 1,63 años en completar su periodo orbital, con un semieje mayor de 1,135 UA. Fue descubierto el 17 de diciembre de 2009 usando el método de la velocidad radial.